# Dithmarschen

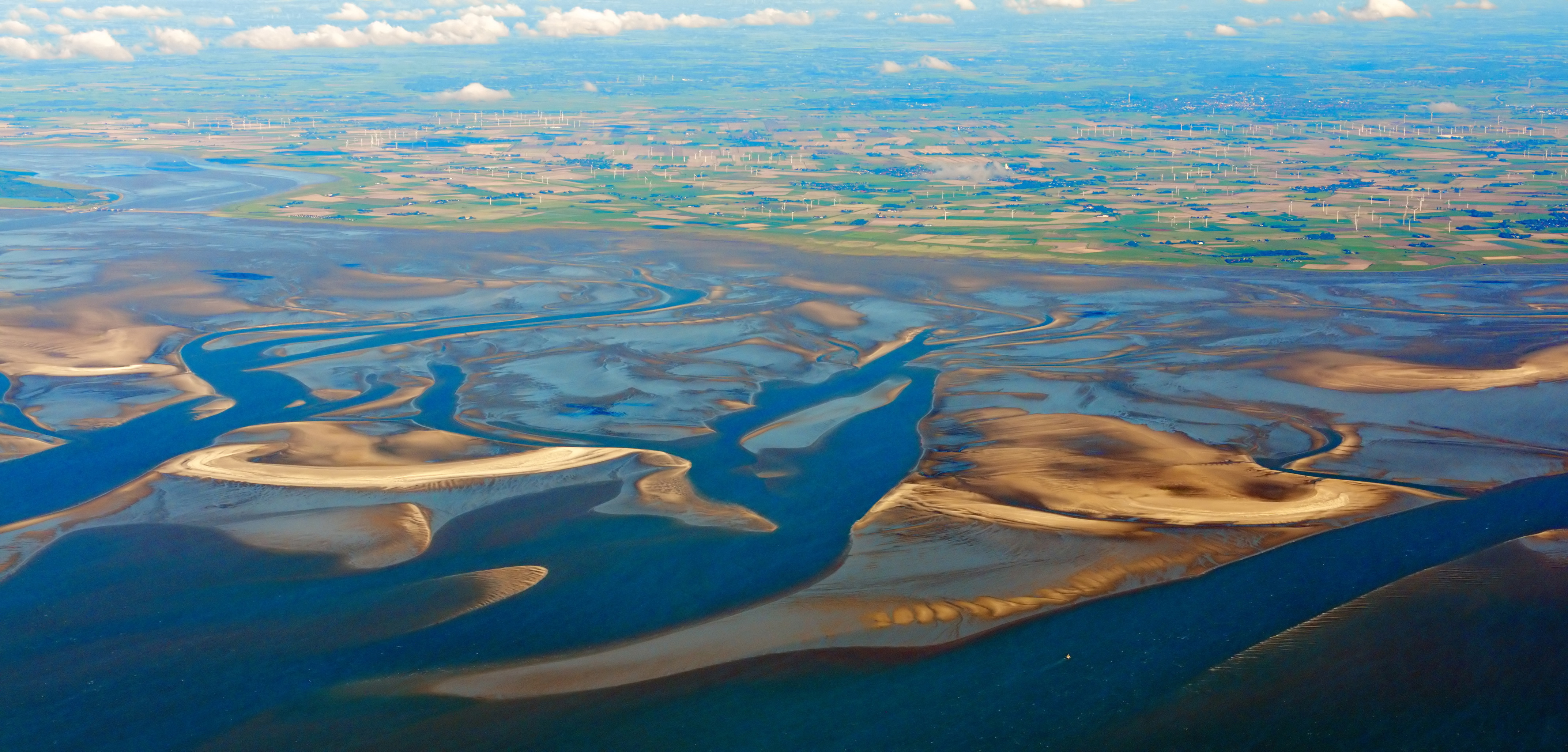
Dithmarschen

Dithmarschen és un districte d'Alemanya que cau a l'oest de l'estat federal de Slesvig-Holstein, és a dir entre la ciutat d'Hamburg i el districte de Nordfriesland. El territori es construeix sobre una illa artificial, limitada pel Mar del Nord, l'Elba, l'Eider i el Nord-Ostsee-Kanal. El territori del districte és similar a la regió històrica denominada Dithmarschen, que a l'edat mitjana va arribar a ser una república independent. El districte és part de l'Àrea metropolitana d'Hamburg.
Antigament el districte formava part d'una regió de camperols que conreaven la col, però avui dia s'ha industrialitzat i a causa de l'extracció de petroli la zona té un alt nivell econòmic. Les altres dimensions de l'economia se centren en el turisme i les instal·lacions d'aerogeneradors.

## Enllaços externs

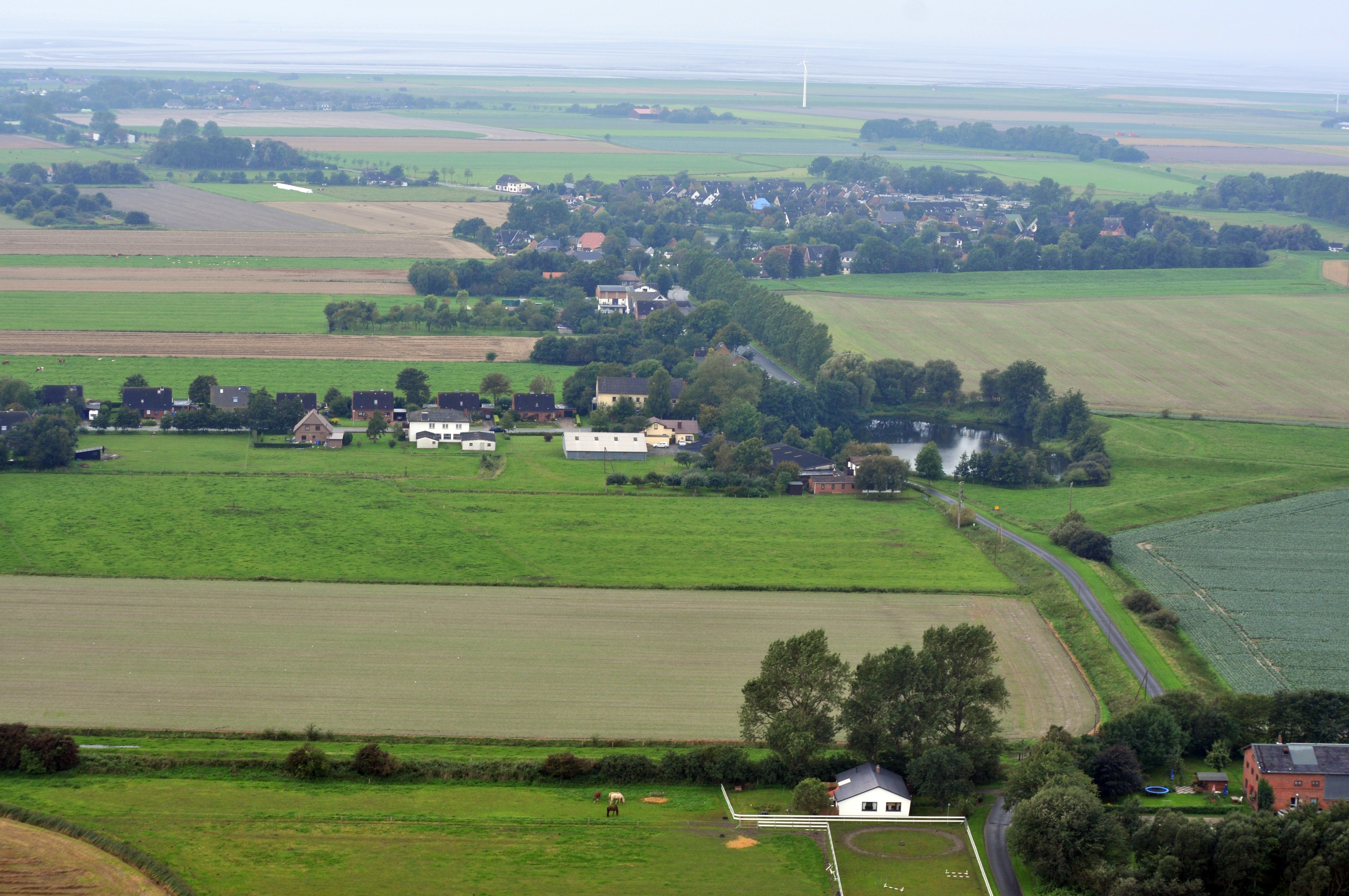
Westerdeichstrich